# Истребитель демонов (4-й сезон)
«Истребитель демонов» (яп. 鬼滅の刃 Кимэцу но яиба, досл. «Клинок, уничтожающий демонов») — аниме-сериал, основанный на одноимённой манге, автором и иллюстратором которой является Коёхару Готогэ. Четвёртый сезон, в котором адаптирована сюжетная арка «Тренировка столпов», был анонсирован по завершении трансляции третьего. В четвёртом сезоне, получившем название «Истребитель демонов: Kimetsu no Yaiba. Тренировки со столпами», экранизированы пятнадцатый и шестнадцатый тома манги (главы 128—136). Первая серия, длящаяся 48 минут, вышла 12 мая 2024 года. Последняя серия сезона, которая длится 40 минут, вышла 30 июня.
По сюжету сезона Тандзиро и его друзья принимают участие в «тренировках со столпами»; под руководством столпов мечники оттачивают свои навыки, готовясь к грядущей битве с Мудзаном Кибуцудзи, занимающимся поисками Нэдзуко и Кагаи Убуясики.
2 февраля 2024 года в Японии состоялась премьера фильма-компиляции «Истребитель демонов: На тренировку столпов», в который вошли финальная серия третьего сезона, охватывающего сюжетную арку «Деревня кузнецов», и первая серия «Тренировок со столпами», показанная предварительно в рамках фильма. Правами на показ сериала за пределами Азии владеет стриминговый сервис Crunchyroll. Серии выходили на сервисе по воскресеньям в 20:45 по московскому времени.
Заглавная тема сезона — песня «Mugen» (яп. 無限 Мугэн, «Грёза»), а конечная — песня «Tokoshie» (яп. トコシエ Токосиэ, «Вечность»); обе исполнены группой My First Story и певцом Хайдом.

## Список серий
| 56 | 1 | Ради победы над Мудзаном Кибуцудзи «Кибуцудзи Мудзан о таосу тамэ ни» (鬼舞辻󠄀無惨を倒すために)                       | Синъя Симомура Такаси Сухара               | Синъя Симомура Такаси Сухара    | 12 мая 2024 года  | 6,9 % |
| Во время выполнения задания по спасению похищенной демоном девушки ветряной столп Санэми Синадзугава и змеиный столп Обанай Игуро обнаруживают вход в Бесконечную крепость, который внезапно исчезает прямо у них на глазах. Во время срочного собрания, проводимого женой главы истребителей демонов Кагаи Убуясики Аманэ, столпы поднимают вопрос о загадочных шрамах, появившихся на телах любовного столпа Мицури Канродзи и туманного столпа Муитиро Токито во время битвы в деревне кузнецов. Подобные шрамы впервые появились ещё у истребителей демонов, живших в период Сэнгоку. Муитиро во всех подробностях рассказывает об ощущениях, которые, по его мнению, предшествуют появлению шрамов. Зная, что Мудзан Кибуцудзи не остановится, пока не поймает Нэдзуко, организация истребителей организовывает ожесточённые тренировки для всех мечников под руководством столпов с целью подготовки к грядущему противостоянию. Каждый столп придерживается своего собственного плана тренировок, надеясь укрепить истребителей демонов и развить их физические способности. Тем не менее водный столп Гию Томиока отказывается принимать участие в тренировках. Тем временем к демону-врачу Тамаё прилетает ворон уз Кагаи, который передаёт ей предложение объединиться с истребителями демонов и вместе с насекомьим столпом Синобу Котё работать над лекарством для Нэдзуко. |   | |                                            |                                 |                   |       |
| 57 | 2 | Водяной столп. Боль Гию Томиоки «Мидзу басира・Томиока Гию: но итами» (水柱・冨岡義勇の痛み)                         | Юдзи Симидзу                               | Юдзи Симидзу                    | 19 мая 2024 года  | 6,1 % |
| Тамаё сообщает Юсиро о своём решении объединиться с истребителями демонов. Получив письмо от Кагаи, Тандзиро узнаёт об отказе Гию от участия в тренировках со столпами; Кагая просит Тандзиро поговорить с ним. В течение долгого времени Гию игнорирует Тандзиро, но вскоре заявляет, что отказывается признавать себя столпом. Гию рассказывает свою историю; когда-то он обучался дыханию воды вместе с мальчиком по имени Сабито, с которым подружился. Во время окончательного отбора Сабито убил почти всех демонов, но был убит сам; после этого Гию винит в случившемся лишь себя. Когда Тандзиро пытается его подбодрить, Гию вспоминает слова Сабито, который заявил, что Гию следует ценить свою жизнь после того, как его сестра отдала ради него свою. Поняв, что, пытаясь всё забыть, он лишь пытался убежать от собственного горя, Гию решает принимать участие в тренировках. Синобу решается рассказать своей наследнице Канао Цуюри о демоне, убившем её сестру Канаэ, и о плане его убийства. |   | |                                            |                                 |                   |       |
| 58 | 3 | Тандзиро полон сил и блистает на тренировках «Тандзиро: дзэнкаи!! Басира кэико даи санка» (炭治郎全快‼ 柱稽古大参加) | Такаси Мамэкудза                           | Ё Миура                         | 26 мая 2024 года  | 6,3 % |
| Выздоровев, Тандзиро отправляется на тренировки со столпами. Под руководством Тэнгэна Удзуя и его жён Хинацуру, Макио и Сумы он проходит базовые испытания на физическую подготовку и выносливость, по итогу оказываясь самым способным из всех мечников. Той же ночью двоих истребителей демонов, патрулирующих окрестности, преследует глаз с меткой. Санэми с Обанаем обсуждают увиденное ими на последнем задании и тот факт, что нападения демонов внезапно прекратились, полагая, что это лишь затишье перед бурей; Санэми вызывает Обаная на бой, и змеиный столп соглашается. Во время последнего упражнения Тэнгэн отыгрывает роль демона, охотящегося на мечников, ради победы над которым им придётся работать сообща. Тандзиро успешно отбивает атаки бывшего столпа и защищает истребителей вокруг себя. Курс Тэнгэна завершён, мечники заряжаются дополнительной мотивацией на борьбу с демонами, и бывший столп отпускает Тандзиро на тренировки уже к Муитиро. |   | |                                            |                                 |                   |       |
| 59 | 4 | Обретённая улыбка «Эгао ни нарэру» (笑顔になれる)                                                                    | Сэйдзи Харада                              | Харуо Сотодзаки                 | 2 июня 2024 года  | 6,7 % |
| На тренировках Муитиро, где мечники оттачивают скорость своих передвижений, Тандзиро замечает, что столп очень строг со своими подопечными, даже в тех случаях, когда они травмированы. Муитиро осознаёт суровость своих действий и надеется таким образом научить истребителей демонов тому, что в бою даже малейшая ошибка может стать фатальной. Позднее он разговаривает с Санэми и Обанаем, устроившими ночью поединок с целью оттачивания своего мастерства. Муитиро впечатляет способность Тандзиро быстро учиться и эффективно драться, и столп считает, что юноша в состоянии перейти к следующему этапу. Перед этим Тандзиро бросает Муитиро вызов: они должны одновременно запустить бумажные самолётики, и если Тандзиро победит, столп будет мягче относиться к ученикам. Хотя Тандзиро проигрывает, Муитиро решает пересмотреть свой подход, видя, с какой радостью присоединившиеся к процессу мечники запускают свои самолётики. |   | |                                            |                                 |                   |       |
| 60 | 5 | Готов хоть демонов есть «Они о куттэ мадэ…» (鬼を喰ってまで…)                                                        | Хидэки Хосокава                            | Хидэки Хосокава Харуо Сотодзаки | 9 июня 2024 года  | 5,8 % |
| На своих тренировках Мицури развивает гибкость мечников, заставляя их танцевать под музыку и делать растяжку. После тренировок у Мицури Тандзиро отправляется к Обанаю, где оттачивает навыки фехтования. Для этого необходимо махать боккэном между деревянными препятствиями, при этом не задевая привязанных к ним истребителей демонов. Хотя в первые несколько дней ему это даётся тяжело, Тандзиро успешно отправляется на тренировки к Санэми, у которого уже тренируется Дзэницу. Санэми устраивает Тандзиро вендетту, постоянно его избивая, как и других своих подопечных, надеясь таким образом укрепить их жизнестойкость. Позднее Тандзиро становится свидетелем попытки Гэнъи добиться признания брата. Услышав, что ради этого его брат даже ест демонов, Санэми приходит в ярость и в итоге избивает Тандзиро и отстраняет его от своих тренировок. Тандзиро и Дзэницу готовятся приступить к последнему этапу, отправляясь на тренировки к каменному столпу Гёмэю Химэдзиме. |   | |                                            |                                 |                   |       |
| 61 | 6 | Сильнейший истребитель демонов «Кисацутаи сайкё:» (鬼殺隊最強)                                                       | Кэн Накадзава                              | Кэн Накадзава                   | 16 июня 2024 года | 6,4 % |
| На тренировках Гёмэя особый акцент делается на развитии нижней части тела для укрепления силы и самообороны; мечники должны выстоять под водопадом, перенести три тяжёлых бревна и сдвинуть огромный валун на один тё. Тандзиро и Дзэницу присоединяются к Иноскэ, Гэнъе и своему товарищу по организации истребителей Мурате. Хотя Тандзиро успешно справляется с первыми двумя испытаниями, на этапе с валуном у него возникают трудности. В связи со сложностью тренировок другие мечники решают их прервать и возлагают свои надежды на Тандзиро. Позднее Гэнъя рассказывает, что для того, чтобы сдвинуть валун, необходимо использовать метод повторяющихся действий, который посредством сосредоточения внимания на определённых воспоминаниях помогает повысить концентрацию и увеличить физическую силу. Воспользовавшись этим методом, Тандзиро вспоминает свою семью и последние слова Кёдзюро Рэнгоку, после чего наконец сдвигает валун с места, а на лице юноши появляется шрам. Тем временем демон с бивой Накимэ по приказу Мудзана, стремящегося отыскать Нэдзуко и Кагаю, уже выследила шестьдесят процентов всех истребителей демонов. |   | |                                            |                                 |                   |       |
| 62 | 7 | Каменный столп Гёмэй Химэдзима «Ива басира・Химэдзима Гё:мэй» (岩柱・悲鳴嶼行冥)                                     | Акихико Уда                                | Такаси Сухара                   | 23 июня 2024 года | 5,5 % |
| После успешного прохождения испытания с валуном Гёмэй заявляет Тандзиро, что не сомневается в нём и признаёт его. Тандзиро не понимает, что столп имеет в виду, и тогда тот рассказывает свою историю. Когда-то Гёмэй был монахом, присматривавшим за осиротевшими детьми. Однажды ночью один из детей не вернулся в храм после заката и встретил в лесу демона, которому позволил проникнуть в храм и убить остальных в обмен на сохранение себе жизни. Демон убил всех, кроме одной девочки, ради которой Гёмэй избивал демона до самого рассвета. Пришедшие наутро люди неправильно поняли слова девочки, которая сказала, что всех убило «чудовище», и Гёмэя осудили по обвинению в убийстве. После этого случая он стал циничным и недоверчивым, однако теперь столп убеждается в честности характера и намерений Тандзиро. По пути к Гию Тандзиро встречает Дзэницу, получившего письмо, по прочтении которого тот стал более суровым и серьёзным. Юноша становится свидетелем тренировочного боя Гию и Санэми, который принимает за ссору; при попытке Тандзиро помирить столпов Санэми уходит. Позднее Санэми обнаруживает глаз Накимэ и понимает, что организацию истребителей выследили демоны; тем временем Мудзан приходит в поместье Убуясики, где встречает Кагаю. |   | |                                            |                                 |                   |       |
| 63 | 8 | Столпы в сборе «Басира・кэссю:» (柱・結集)                                                                           | Юдзи Симидзу Сэйдзи Харада Харуо Сотодзаки | Такаси Сухара Ё Миура           | 30 июня 2024 года | 6,4 % |
| Кагая рассказывает Мудзану о том, какова роль демона в его болезни; Мудзан принадлежал к родословной Убуясики, и после того, как он стал демоном, на род пало проклятие. Мудзан воспринимает слова Кагаи с безразличием и остаётся уверен в том, что ему удастся отыскать Нэдзуко и стать бессмертным. Кагая же убеждает демона, что его план потерпел крах, поскольку тот не понимает, что его желание достигнуть вечности — ничто по сравнению с человеческой болью и волей к жизни и к борьбе. В то время, когда к дому Убуясики приближаются столпы, происходит взрыв — Кагая и его семья жертвуют собой, чтобы поразить Мудзана. Прибывает Тамаё, которая вводит в организм Мудзана снадобье, возвращающее демону человеческий облик, а затем подаёт сигнал Гёмэю, чтобы тот снёс демону голову своей булавой. Мудзан восстанавливает свою голову и сражается с Гёмэем. Как только остальные столпы вместе с Тандзиро прибывают и собираются атаковать демона, Накимэ открывает прямо под ними проход в Бесконечную крепость. В крепость попадают и все прочие истребители демонов, в том числе Гэнъя, Иноскэ, Мурата, Канао и Дзэницу. |   | |                                            |                                 |                   |       |

## Выход на носителях
| Том | Том | Эпизоды                                           | Персонаж на обложке               | Бонусный диск        | Дата выхода      | Прим.  |
| --- | --- | ------------------------------------------------- | --------------------------------- | -------------------- | ---------------- | ------ |
|     | 1   | 1                                                 | Обанай Игуро и Санэми Синадзугава | Саундтрек            | 3 июля 2024 года | [ 15 ] |
| 2   | 2—3 | Синобу Котё, Гию Томиока и Тэнгэн Удзуй           | Саундтрек                         | 7 августа 2024 года  | [ 16 ]           |        |
| 3   | 4—6 | Муитиро Токито, Мицури Канродзи и Гёмэй Химэдзима | Саундтрек                         | 4 сентября 2024 года | [ 17 ]           |        |
| 4   | 7—8 | Кагая Убуясики и Мудзан Кибуцудзи                 | Саундтрек                         | 2 октября 2024 года  | [ 18 ]           |        |

## Комментарии
1. ↑   (яп. 柱稽古編 Хасира гэйко-хэн)
2. ↑  В официальных русских субтитрах к аниме от сервиса Crunchyroll эти узоры называются метками.
3. ↑  В японской системе мер один тё приблизительно равен 109 метрам.